# Fermate il mondo... voglio scendere!
Pour plus de détails, voir Fiche technique et Distribution.
Fermate il mondo... voglio scendere! est une comédie satirique italienne réalisée par Giancarlo Cobelli et sortie en 1970.

## Synopsis
Un contestataire vivant dans une communauté est progressivement conquis par la société du divertissement et de la consommation. 

## Fiche technique
- Titre original : Fermate il mondo... voglio scendere![1]
- Réalisation : Giancarlo Cobelli
- Scenario :	Giancarlo Cobelli, Laura Betti, Giancarlo Badessi
- Photographie :	Dario Di Palma
- Montage : Franco Arcalli
- Musique : Piero Piccioni
- Décors : Antonio Visone (it)
- Effets spéciaux : Luciano Anzellotti
- Costumes : Elio Micheli
- Maquillage : Lolli et Sandro Melaranci
- Production : Francesco Tonetti
- Maison de production : Fedel Film
- Pays de production :  Italie
- Langue originale : Italien
- Format : Couleurs par Eastmancolor - 1,66:1
- Durée : 105 minutes
- Genre : Comédie satirique
- Dates de sortie :
  - Italie : 9 octobre 1970

## Distribution
- Lando Buzzanca : Ricky Ceciarelli
- Paola Pitagora : Scilla
- Barbara Steele
- Claude Vega
- Roberto Bruni (it)
- Umberto Raho
- Agnès Spaak
- Esmeralda Ruspoli
- Giancarlo Badessi
- Enzo Robutti
- Alberto Rossatti
- Carla Cassola
- Pia Morra
- Laura Betti